# Ronda de la Comunicación (métro de Madrid)
Ronda de la Comunicación est une station de la ligne 10 du métro de Madrid. Elle est située sous le boulevard de la Communication, dans le district de Fuencarral-El Pardo, à Madrid.

## Situation sur le réseau
Établie en souterrain, la station Ronda de la Comunicación est située sur la ligne 10 du métro de Madrid, entre La Granja et Las Tablas.

## Histoire
La station ouvre au service commercial le 26 avril 2007, à l'occasion du prolongement de la ligne 10 du métro vers San Sebastián de los Reyes.